# Uta-Verena Meiwald

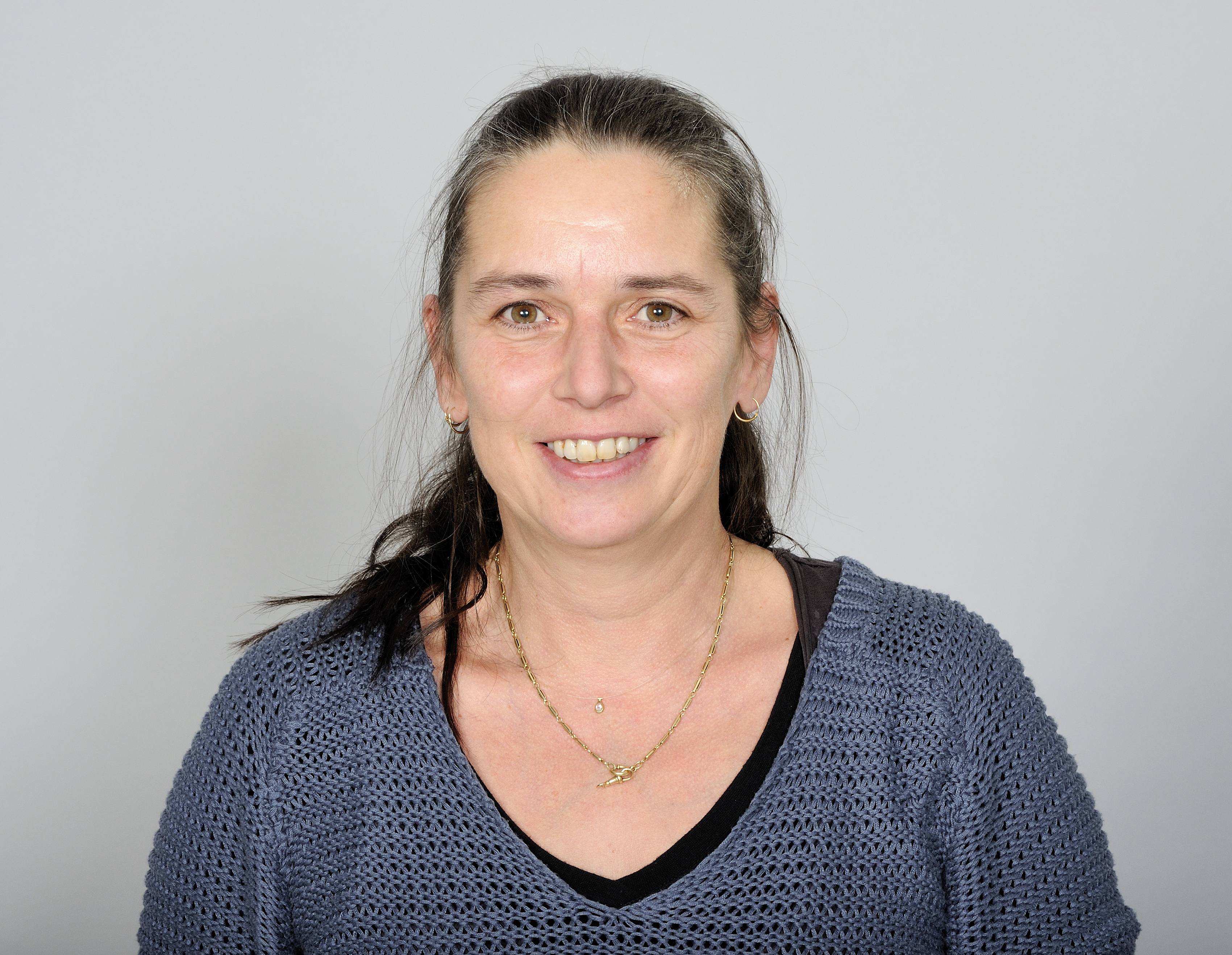
Uta-Verena Meiwald (2013)

Uta-Verena Meiwald (* 1. Januar 1966 in Görlitz) ist eine deutsche Politikerin (Die Linke). Von 2009 bis 2019 war sie für die Linke Abgeordnete im Landtag von Sachsen.

## Leben
Meiwald studierte von 1984 bis 1989 an der Pädagogischen Hochschule Dresden und schloss als Diplom-Lehrerin ab. Danach war sie bis 1996 im Schuldienst und in der Hortbetreuung tätig. Von 1997 bis 1998 ließ sie sich zur PR-Referentin umschulen und wurde 1998 bei der PDS angestellt. Dort arbeitete sie, bis sie 2000 Mitarbeiterin der Abgeordneten Ingrid Mattern wurde. Für diese arbeitete sie bis zu ihrem eigenen Einzug in den Sächsischen Landtag.
Meiwald lebt in Kesselsdorf bei Wilsdruff, ist verheiratet und hat zwei Kinder.

## Politik
Meiwald wurde 1985 Mitglied der SED, später auch der PDS und der Linken. Von 2007 bis 2009 war sie stellvertretende Landesvorsitzende ihrer Partei. Seit 2004 ist sie Stadträtin in Wilsdruff und seit 2008 Kreisrätin im Landkreis Sächsische Schweiz-Osterzgebirge. Sie ist außerdem Mitglied im Landesvorstand. Im September 2009 zog sie über die Landesliste der Partei Die Linke Sachsen in den Landtag des Freistaates Sachsen ein. Dort war sie Mitglied im Haushalts- und Finanzausschuss und im Ausschuss für Schule und Sport sowie die sportpolitische Sprecher in ihrer Fraktion. 2019 schied Meiwald aus dem Landtag aus, da sie nur auf Listenplatz 19 für die Landtagswahl kandidierte.